# 亨廷堡 (印第安納州)
亨廷堡（Huntingburg）是美国印第安纳州 杜波伊斯郡的一個城鎮，根據2010年的人口普查結果顯示，該鎮人口總數約6,057人。
亨廷堡位于印第安纳州西南方，以為數眾多的古董店著名。亨廷堡也被称为「美國中西部的好莱坞」，电影《紅粉聯盟》（1992年）、《驚濤毀滅者－大洪水》 (1998年)，和HBO电影《棒壇風雲錄》（1996年）皆在此地拍摄。 哥伦比亞影業亦在此地建造聯盟體育館。

## 历史

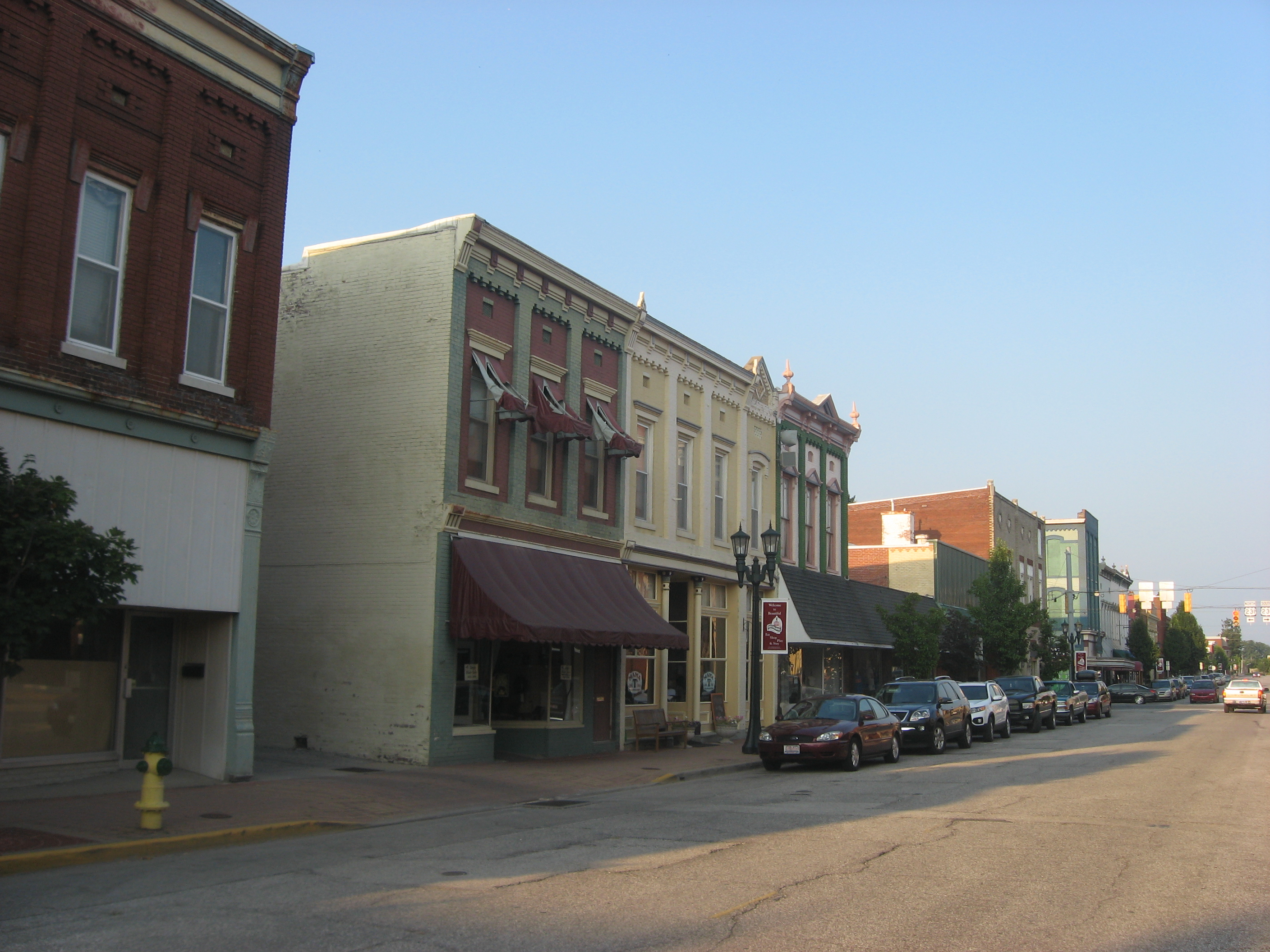
亨廷堡商业历史街区

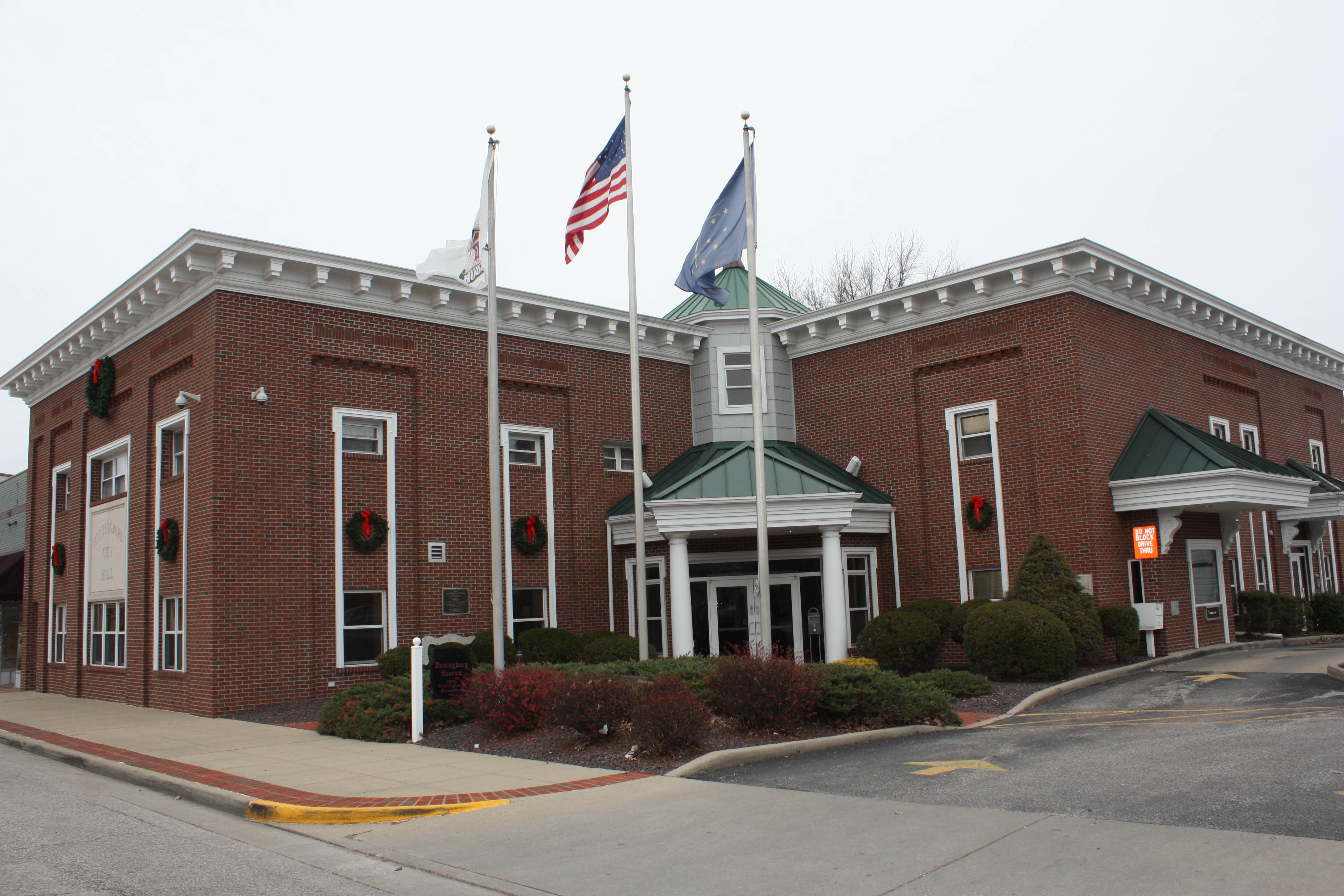
亨廷堡市政厅

1837年，雅各布盖格上校在亨廷堡地域购买了1,920英畝（7.8平方）的土地，并成为该鎮首批永久定居者之一。 該城市命名的原因來自於這個地方一直是受歡迎的狩獵場 。1866年，亨廷堡正式成為城鎮。而亨廷堡的商业历史街区和亨廷堡市政厅皆已被列在国家史蹟名錄中。1842年，亨廷堡郵局 （页面存档备份，存于）開始營運。
而作为杜波伊斯郡的一部分，亨廷堡在以北美中部时区計時十五個月後，於2007年11月4日調整並歸進北美東部时区。

## 地理
亨廷堡地理座標位于 38°17′49″N 86°57′16″W / 38.29694°N 86.95444°W (38.296853,-86.954344).
根据2010年的人口普查，亨廷堡总面积為5.273平方英里（13.66平方），其中5.06平方英里（13.11平方）為陸地，占比95.96%、0.213平方英里（0.55平方）為水域，占比4.04％。

## 人口统计
| 调查年                   | 人口  | 备注   | %±     |
| ------------------------ | ----- | ------ | ------ |
| 1880                     | 781   |        | —      |
| 1890                     | 3,167 |        | 305.5% |
| 1900                     | 2,527 |        | −20.2% |
| 1910                     | 2,464 |        | −2.5%  |
| 1920                     | 3,261 |        | 32.3%  |
| 1930                     | 3,440 |        | 5.5%   |
| 1940                     | 3,816 |        | 10.9%  |
| 1950                     | 4,056 |        | 6.3%   |
| 1960                     | 4,146 |        | 2.2%   |
| 1970                     | 4,794 |        | 15.6%  |
| 1980                     | 5,376 |        | 12.1%  |
| 1990                     | 5,242 |        | −2.5%  |
| 2000                     | 5,598 |        | 6.8%   |
| 2010                     | 6,057 |        | 8.2%   |
| 2016年估计               | 6,130 | [ 10 ] | 1.2%   |
| Source: US Census Bureau |       |        |        |

### 2010年人口普查
根據2010年人口普查 數據：
- 亨廷堡總人口數為6,057人，其中有2334户家庭、並有1,554家庭居住在城中。
- 2334戶家庭中，37.4％的家庭與年龄在18岁以下的兒女一起生活、46.4%為同居已婚夫妇、13.8%為寡戶、6.3％為鰥戶。
- 人口密度為 1,197.0名居民每平方英里（462.2名居民每平方）
- 亨廷堡人口各种族构成比例為：87.3%白種人、0.5%非洲裔美国人、0.2％美国原住民、0.3％亚洲人、9.9%其他种族。 西班牙语裔及拉丁語系共佔了18.5%。
- 城市年齡中位数為35.1歲。18岁以下的居民占27.9%、18和24歲佔7.8％、25至44歲占27.3%、45至64歲占23.6%、65岁或以上人口占13.5%。
- 男女比為男性47.7%、女性52.3%。

## 教育
亨廷堡公共图书馆

## 运输

### 机场
亨廷堡机场：位于亨廷堡中央商务区以南三海里處，為杜波伊斯郡机场管理局管轄

## 知名人物
- Tim Barrett（英语：Tim Barrett）：棒球运动员
- Ray Blemker（英语：Ray Blemker）：棒球运动员、篮球明星
- 唐·布斯：ABA 、NBA球员
- Bob Coleman（英语：Bob Coleman）：大联盟成員棒球成員、小联盟的经理
- Alex Graman（英语：Alex Graman）：大联盟棒球投手
- Bill Menke（英语：Bill Menke）：篮球运动员
- Benjamin F. Miessner（英语：Benjamin F. Miessner）：工程师、发明家
- W. Otto Miessner（英语：W. Otto Miessner）：作曲家、音乐老师
- Gordon St. Angelo（英语：Gordon St. Angelo）：前印第安纳州的民主党主席
- Mitch Stetter（英语：Mitch Stetter）：密尔沃基酿酒人隊投手、堪萨斯市皇家隊教練

## 外部連結
- 亨廷保官方网站 （页面存档备份，存于）